# Анита Амиррезвани
Анита Амиррезвани (на английски: Anita Amirrezvani) е американска журналистка и писателка на произведения в жанра социална драма и исторически роман.

## Биография и творчество
Анита Амиррезвани е родена на 13 ноември 1961 г. в Техеран, Иран. Когато е двегодишна, родителите ѝ се разделят и тя отраства в Сан Франциско, въпреки че посещава баща си и семейството му в Иран от тринадесетгодишна. В Иран е особено впечатлена от историята и архитектурата на Исфахан и историческия град Бам. През 1978 г., след завършване на гимназията, остава една година в Иран, в навечерието и началото на Ислямската иранска революция. През 1979 г. започва да следва в колежа „Васар“, където остава две години и половина, след което се прехвърля в Калифорнийския университет в Бъркли, където през 1983 г. получава бакалавърска степен по английска филология. По-късно получава магистърска степен по творческо писане от Държавния университет на Сан Франциско.
След дипломирането си работи като журналист, критик и публицист в областта на изкуствата в района на Сан Франциско – в периода 1983 – 1984 г. е редактор в Telelerning, Inc., в периода 1989 – 1996 г. е старши асоцииран редактор в PC World, в периода 1994 – 1995 г. е помощник-редактор в Contra Costa Times в Уолнът Крийк и в периода 2000 – 2005 г. е критик за танцови изкуства в San Jose Mercury News в Сан Хосе. Била е също и писател на свободна практика и писател резидент в творческата резиденция за писатели в Лангли. По-късно работи като помощник-професор в Калифорнийския колеж по изкуствата в Сан Франциско и в Държавния университет в Сонома.
В продължение на 10 години пише първия си роман „Кръвта на цветята“, който е публикуван през 2007 г. В историята, която се развива на фона на средновековен Исфахан от 20-те години на XVII век – златното време на иранската култура и изкуство, талантливо момиче трябва да се пребори със съдбата, която не е много благосклонна към него, да изтърпи много болка, вкуса на немотията и жилото на униженията, но да успее да се пребори за щастието си. Романът е номиниран за Оранжевата награда и е преведен на над 25 езика по света.
Вторият ѝ роман, „Равен на слънцето“, е издаден през 2012 г. Неговата история се развива през 1576 г. в Казвин, бившата иранска столица през XVI век. Принцесата Пари, наследница на внезапно починалия шах, трябва да се справи с управлението и политическите интриги, за което ѝ помага нейният доверен слуга, евнух, способен да се ориентира в двореца и извън него, сред тайните и борбата за власт.
Анита Амиррезвани живее в Бъркли.

## Произведения

### Самостоятелни романи
- The Blood of Flowers (2007)[1][3]
Кръвта на цветята, изд.: ИК „Лабиринт“, София (2021), прев. Лидия Шведова
- Equal of the Sun (2012)